# Liste der Finanzämter in Thüringen
Diese Liste nennt die Finanzämter in Thüringen.

## Allgemeines
Die thüringischen Finanzämter sind untere Landesbehörden. Diesen war die Thüringer Landesfinanzdirektion übergeordnet. Um seine Finanzverwaltung zu vereinfachen, hat das Bundesland Thüringen seine Landesfinanzdirektion zum 31. Dezember 2018 aufgelöst.
Als oberste Landesbehörde ist den Finanzämtern das Thüringer Finanzministerium übergeordnet. Es gibt in Thüringen 12 Finanzämter. Die Finanzämter sind für die steuerlichen Aufgaben der jeweils angegebenen Finanzamtsbezirke zuständig. Daneben gibt es eine Vielzahl von Spezialzuständigkeiten, bei denen Aufgaben bei einzelnen Finanzämtern konzentriert sind. Details regelt die Thüringer Verordnung zur Bestimmung der Bezirke und Sitze der Finanzämter und zur Übertragung von Zuständigkeiten (Thüringer Finanzamts-Zuständigkeitsverordnung - ThürFAZustVO -) vom 2. Juli 1998.

## Liste
| Bild | Name Bundesfinanzamtsnummer  | Ort Adresse                       | Finanzamtsbezirk | Gebäude | Behördengeschichte |
| ---- | ---------------------------- | --------------------------------- | --- | --- | ------------------ |
| 0    | Finanzamt Altenburg 4166     | Altenburg Wenzelstraße 45         | Landkreis Altenburger Land und Landkreis Greiz, soweit nicht in der Zuständigkeit des Finanzamts Gera | 0 | 0                  |
| 0    | Finanzamt Eisenach 4155      | Eisenach Ernst-Thälmann-Straße 70 | Kreisfreien Stadt Eisenach und der Wartburgkreis | 0 | 0                  |
| 0    | Finanzamt Erfurt 4151        | Erfurt August-Röbling-Straße 10   | Kreisfreie Stadt Erfurt und der Landkreis Sömmerda | 0 | 0                  |
| 0    | Finanzamt Gera 4161          | Gera Hermann-Drechsler-Straße 1   | Kreisfreie Stadt Gera sowie das Gebiet der Verwaltungsgemeinschaften Am Brahmetal, Wünschendorf/Elster und Münchenbernsdorf sowie der Einheitsgemeinde Bad Köstritz und der Gemeinden Kraftsdorf und Ronneburg des Landkreises Greiz | 0 | 0                  |
| 0    | Finanzamt Gotha 4156         | Gotha Reuterstraße 2A             | Landkreis Gotha | 0 | 0                  |
|      | Finanzamt Ilmenau 4154       | Ilmenau Wallgraben 1              | Ilm-Kreis | 0 | 0                  |
| 0    | Finanzamt Jena 4162          | Jena Leutragraben 8               | Kreisfreie Städte Jena und Weimar sowie das Gebiet des Saale-Holzland-Kreises und des Landkreises Weimarer Land | 0 | 0                  |
| 0    | Finanzamt Mühlhausen 4157    | Mühlhausen Martinistraße 22       | Unstrut-Hainich-Kreis und Landkreis Eichsfeld | 0 | 0                  |
| 0    | Finanzamt Pößneck 4165       | Pößneck Gerberstraße 65           | Landkreis Saalfeld-Rudolstadt und Saale-Orla-Kreis | 0 | 0                  |
| 0    | Finanzamt Sondershausen 4159 | Sondershausen Schillerstraße 6    | Kyffhäuserkreis und Landkreis Nordhausen | 0 | 0                  |
| 0    | Finanzamt Sonneberg 4170     | Sonneberg Köppelsdorfer Str. 86   | Landkreis Hildburghausen und Landkreis Sonneberg | 0 | 0                  |
|      | Finanzamt Suhl 4171          | Suhl Karl-Liebknecht-Straße 4     | Landkreis Schmalkalden-Meiningen, kreisfreie Stadt Suhl | Das Finanzamt ist im ehemaligen Kreishaus, heute Behördenzentrum untergebracht. Es steht unter Denkmalschutz, siehe Liste der Kulturdenkmale in Suhl. | 0                  |

## Geschichte

### Weimarer Republik
Mit der Erzbergerschen Reform wurde in Deutschland eine einheitliche Reichsfinanzverwaltung geschaffen. Als untere Finanzbehörden entstanden Finanzämter jeweils auf Ebene der Landkreise. Rechtsgrundlage war die Bekanntmachung über die Sitze und Amtsbezirke der Finanzämter vom 16. Juni 1920. Für Thüringen war den Finanzämtern das Landesfinanzamt Thüringen übergeordnet.
Dem Landesfinanzamt Thüringen war nachgelagert:
1. Finanzamt Altenburg (Thüringen)
2. Finanzamt Apolda
3. Finanzamt Arnstadt
4. Finanzamt Dermbach (Feldabahn)
5. Finanzamt Eisenach
6. Finanzamt Eisenberg (Thüringen)
7. Finanzamt Frankenhausen (Kyffhäuser)
8. Finanzamt Gera
9. Finanzamt Gotha
10. Finanzamt Greiz
11. Finanzamt Hildburgshausen
12. Finanzamt Ilmenau
13. Finanzamt Jena
14. Finanzamt Meiningen
15. Finanzamt Neustadt (Orla)
16. Finanzamt Pößneck
17. Finanzamt Rudolstadt
18. Finanzamt Saalfeld (Saale)
19. Finanzamt Bad Salzungen
20. Finanzamt Schleiz
21. Finanzamt Schleusingen (*)
22. Finanzamt Schmalkalden (*)
23. Finanzamt Schmölln (Thüringen)
24. Finanzamt Sondershausen
25. Finanzamt Sonneberg (Thüringen)
26. Finanzamt Vacha (Rhön)
27. Finanzamt Vieselbach
28. Finanzamt Weida
29. Finanzamt Weimar
30. Finanzamt Ziegenrück (*)

(*) Diese Kreise/Finanzämter waren preußisch

### In der SBZ und DDR
Nach dem Ende des Zweiten Weltkrieges wies die SMAD mit SMAD-Befehl 23. Juni 1945 die Bildung von Finanzabteilungen bei den Ländern, Kreisen und Gemeinden an, die die Finanzamtsaufgaben wahrnahmen. Die Finanzämter wurden daher als Steuerämter in die Kreisverwaltungen integriert. Die Aufgaben der Oberfinanzpräsidenten (diese Bezeichnung trugen die Landesfinanzämter ab 1937) wurden in die Landesverwaltungen integriert. 1948 wurden die Steuerämter wieder aus den Kreisverwaltungen ausgegliedert und als eigenständige Behörden den Landesfinanzministerien unterstellt. Daneben wurde eine Deutsche Zentralverwaltung für Finanzen für die zonenweite Leitung der Finanzverwaltung geschaffen. Am 1. April 1949 entstand das Deutsche Zentralfinanzamt, welches für die Volkseigenen Betriebe zuständig war.
Mit der Gründung der DDR wurde die Finanzverwaltung zentralisiert. Die Verfassung der Deutschen Demokratischen Republik entzog die Abgabenhoheit den Ländern und übertrug sie dem Zentralstaat. Die Steuerämter wurden wieder in Finanzämter umbenannt und den beu geschaffenen Landesfinanzdirektionen unterstellt. Diese waren aber keine Landesbehörden mehr, sondern unterstanden der Deutschen Zentralfinanzdirektion. Rechtsgrundlage war das Abgagenbegesetz vom 9. Februar 1950. Mit der Abschaffung der Länder 1952 erfolgte auch eine völlige Umorganisation der Finanzverwaltung. Die Finanzämter wurden wieder in die Kreise eingegliedert und unterstanden der fachlichen Leitung durch das Ministerium der Finanzen.

### Nach der Wende
In der DDR bestanden seit 1952 keine Finanzämter mehr. Die Steuereinnahmen machten nur etwa 10 % des Staatshaushaltes aus. Die Steuern wurden daher von den Kreisen und Bezirken eingezogen. Nach der Wende bildete die DDR im Juli 1990 120 neue Finanzämter. In Thüringen entstanden so 20 Finanzämter. Die Thüringer Verordnung zur Bestimmung der Bezirke und Sitze der Finanzämter und zur Übertragung von Zuständigkeiten (Thüringer Finanzamts-Zuständigkeitsverordnung - ThürFAZustVO-) vom 8. Juni 1994 führte diese 20 Finanzämter auf:
1. Finanzamt Altenburg mit Sitz in Altenburg für das Gebiet der Landkreise Altenburg und Schmölln
2. Finanzamt Arnstadt mit Sitz in Arnstadt für das Gebiet des Landkreises Arnstadt,
3. Finanzamt Bad Salzungen mit Sitz in Bad Salzungen für das Gebiet der Landkreise Bad Salzungen und Schmalkalden,
4. Finanzamt Eisenach mit Sitz in Eisenach für das Gebiet des Landkreises Eisenach,
5. Finanzamt Erfurt mit Sitz in Erfurt für das Gebiet der kreisfreien Stadt Erfurt,
6. Finanzamt Gera mit Sitz in Gera für das Gebiet der kreisfreien Stadt Gera sowie der Landkreise Eisenberg und Gera,
7. Finanzamt Gotha mit Sitz in Gotha für das Gebiet des Landkreises Gotha,
8. Finanzamt Greiz mit Sitz in Greiz für das Gebiet der Landkreise Greiz und Zeulenroda,
9. Finanzamt Jena mit Sitz in Jena für das Gebiet der kreisfreien Stadt Jena und der Landkreise Jena und Stadtroda,
10. Finanzamt Meiningen mit Sitz in Meiningen für das Gebiet der Landkreise Hildburghausen und Meiningen,
11. Finanzamt Mühlhausen mit Sitz in Mühlhausen für das Gebiet der Landkreise Bad Langensalza und Mühlhausen,
12. Finanzamt Nordhausen mit Sitz in Nordhausen für das Gebiet des Landkreises Nordhausen,
13. Finanzamt Rudolstadt mit Sitz in Rudolstadt für das Gebiet der Landkreise Pößneck, Rudolstadt und Saalfeld,
14. Finanzamt Schleiz mit Sitz in Schleiz für das Gebiet der Landkreise Lobenstein und Schleiz,
15. Finanzamt Sömmerda mit Sitz in Sömmerda für das Gebiet der Landkreise Erfurt und Sömmerda,
16. Finanzamt Sondershausen mit Sitz in Sondershausen für das Gebiet der Landkreise Artern und Sondershausen,
17. Finanzamt Sonneberg mit Sitz in Sonneberg für das Gebiet der Landkreise Neuhaus am Rennweg und Sonneberg,
18. Finanzamt Suhl mit Sitz in Suhl für das Gebiet der kreisfreien Stadt Suhl sowie der Landkreise Ilmenau und Suhl,
19. Finanzamt Weimar mit Sitz in Weimar für das Gebiet der kreisfreien Stadt Weimar sowie der Landkreise Apolda und Weimar,
20. Finanzamt Worbis mit Sitz in Worbis für das Gebiet der Landkreise Heiligenstadt und Worbis